# Sorex ventralis
Sorex ventralis is een zoogdier uit de familie van de spitsmuizen (Soricidae). De wetenschappelijke naam van de soort werd voor het eerst geldig gepubliceerd door Merriam in 1895.